# Andrew Carnegie
Andrew Carnegie (correctamente pronunciado [kɑrˈneɪgi], pero comúnmente /ˈkɑrnɨgi/ o /kɑrˈnɛgi/)(Dunfermline, 25 de noviembre de 1835-Lenox, 11 de agosto de 1919) fue un industrial, empresario y filántropo estadounidense. Cuando era niño, emigró de su Escocia natal junto con sus padres a los Estados Unidos. Trabajó desde muy pequeño en la Pennsylvania Railroad Company. A los veinte años se convirtió en gerente de la misma compañía ferroviaria y en el aprendiz de Thomas A. Scott, dueño de la Pennsylvania Railroad Company. Financió el Puente Eads, diseñado por James Eads. Creó la Carnegie Steel Company en Pittsburgh, que más tarde se fusionó con la Federal Steel Company de Elbert H. Gary y con varias empresas más pequeñas hasta crear U.S. Steel. La fortuna que ganó con sus negocios la destinó a la filantropía y educación, fundando el Instituto Carnegie, el Fondo Carnegie para la Paz Internacional, y la Universidad Carnegie Mellon en Pittsburgh.
Aunque Carnegie pagaba a sus empleados los bajos salarios típicos de esa época,[cita requerida] luego donó la mayor parte de su dinero para financiar diversas bibliotecas, escuelas y universidades en Estados Unidos, el Reino Unido y otros países, así como para crear fondos de pensiones para los empleados de más antigüedad.[cita requerida] Carnegie empezó como radiotelegrafista y hacia la década de 1860 invirtió en ferrocarriles, coches cama para trenes, puentes y torres de perforación de petróleo. También hizo fortuna como vendedor de bonos para financiar empresas angloamericanas en Europa.
Hizo la mayor parte de su fortuna con el acero. En la década de 1870, fundó la Carnegie Steel Company, un paso que consolidó su nombre como uno de los "grandes magnates de la Industria" (en inglés, “Captains of Industry”). Sobre la década de 1890, era la más grande y rentable de todas las empresas industriales del mundo. Carnegie la vendió a J.P. Morgan en 1901, quien creó la U.S. Steel. Dedicó el resto de su vida a la filantropía a gran escala, con especial énfasis en bibliotecas locales, la paz mundial,[cita requerida] educación e investigaciones científicas.

## Carrera y evolución en los negocios
La educación de Carnegie experimentó un gran impulso gracias a su pasión por la lectura y al coronel James Anderson, quien abría su biblioteca particular de 1000 volúmenes a los niños obreros todos los sábados por la mañana. Carnegie era un usuario constante y un "hombre hecho a sí mismo" tanto en su desarrollo económico como intelectual y cultural.[cita requerida] Su capacidad y buena disposición para el trabajo duro, su perseverancia y su diligencia pronto le trajeron oportunidades.[cita requerida]
Hijo de un peleador, cuando era niño Carnegie emigró con su familia de Escocia a Estados Unidos en 1847, y se estableció en Allegheny, Pensilvania. Ese mismo año tuvo su primer trabajo, cuando contaba con trece años, fue el de chico de la bobina, se encargaba de cambiar los carretes de hilo en una fábrica de tejidos de algodón durante doce horas al día, seis días a la semana. Cobraba 1,20 $ a la semana, más 100 céntimos adicionales por mantener encendida la caldera. En 1851, Carnegie se hizo telegrafista en la oficina de Pittsburgh de la Ohio Telegraph Company, ganando 2,00 $ a la semana. Además de proporcionarle ingresos mayores, el trabajo también despertó en él una pasión, que duraría toda la vida, por las obras de William Shakespeare.[cita requerida] A menudo debía entregar mensajes a un teatro y la mayoría de las veces se las arreglaba para llegar justo cuando las cortinas se levantaban y comenzaba el espectáculo. Carnegie podía convencer al gerente del teatro para que le dejara quedarse y ver la actuación gratis.
Carnegie rápidamente aprendió él solo a distinguir los diferentes sonidos de las señales que recibía y a transcribirlas de oído, sin tener que anotarlas.[cita requerida] Thomas A. Scott de la Pennsylvania Railroad Company lo contrató como secretario y telegrafista empezando en 1853, con un salario de 4,00 $ a la semana. Con dieciocho años, Carnegie empezó a escalar puestos, llegando a ser el superintendente de la división de Pittsburgh. Scott también le ayudó con sus primeras inversiones. En 1855 Carnegie invirtió 600$ en una exitosa empresa llamada Adams Express. Más tarde invirtió en coches cama para la Pennsylvania Railroad Company y compró parte de la empresa que fabricaba los vagones. Esta se convirtió en una inversión muy rentable.[cita requerida] Reinvirtiendo su dinero en industrias relacionadas con el ferrocarril: (hierro, puentes y raíles), Carnegie lentamente fue acumulando capital, que sería la base de su posterior éxito.

### 1860-1865: Guerra de Secesión
Antes de que estallara la guerra civil estadounidense, Carnegie había formado una sociedad con el señor Woodruff, el inventor de un coche cama para los viajes de primera clase. Los coches cama facilitaban los viajes de negocios para distancias de aproximadamente 500 millas (805 km). La inversión demostró ser un éxito y una fuente de beneficios para Woodruff y Carnegie. El joven Carnegie llegó a ser el superintendente de la Pennsylvania Railroad's Western División e introdujo varias mejoras en el servicio.
En la primavera de 1861 Carnegie fue designado por Scott, que ahora era el Vicesecretario de Guerra encargado del transporte militar, como superintendente de los Ferrocarriles Militares y de las líneas de telégrafos del Gobierno de la Unión en el Este. Carnegie ayudó a abrir las líneas de ferrocarriles que entraban en Washington que los rebeldes habían cortado; condujo la locomotora llevando la primera brigada de las tropas de la Unión hasta llegar a Washington. Tras la derrota de las fuerzas de la Unión en Bull Run, él personalmente supervisó el traslado de las fuerzas derrotadas.[cita requerida] Bajo su organización, el servicio de telégrafo prestaba un servicio eficiente a la causa de la Unión y ayudó considerablemente a la victoria final.[cita requerida] Carnegie más tarde se jactaría de ser "el primer herido de la guerra" cuando se hizo una cicatriz en su mejilla cuando trabajaba con el cable telegráfico.
La derrota de los confederados necesitó grandes suministros de munición, así como vías férreas (y líneas de telégrafo) para repartir los bienes. La guerra demostró como eran de íntegras las industrias para el éxito estadounidense.[cita requerida]
En 1864, Carnegie invirtió 40 000 $ en la granja Storey de Oil Creek en el Condado de Venango (Pensilvania). En un año, la granja produjo alrededor de 1 000 000 $ de dividendos en efectivo, y el petróleo de los pozos se vendió provechosamente. La demanda de productos derivados del hierro, tales como corazas para lanchas cañoneras, cañones y armazones, así como un centenar de otros productos industriales, hicieron de Pittsburgh un centro de producción durante el tiempo de la guerra. Carnegie trabajó con otros para montar un laminador de acero, aumentar la producción de acero y hacerse con el control de la industria, lo que supondría la fuente de su fortuna. Carnegie hizo varias inversiones en la industria del hierro antes de la guerra.
Tras la guerra, Carnegie abandonó los ferrocarriles para dedicar todas sus energías al comercio con las fundiciones de hierro. Carnegie trabajó para mejorar varias fundiciones, finalmente formando parte de The Keystone Bridge Works y la Union Ironworks. Siendo superintendente de la Keystone Bridge Company's, Carnegie se dio cuenta de la debilidad de las estructuras de madera tradicionales. Fueron reemplazadas en gran medida por puentes de hierro hecho en sus fundiciones.
Además de tener buen olfato para los negocios, Carnegie tenía carisma y conocimientos sobre literatura. Fue invitado a muchos actos sociales, actos que Carnegie aprovechó para su propio beneficio.

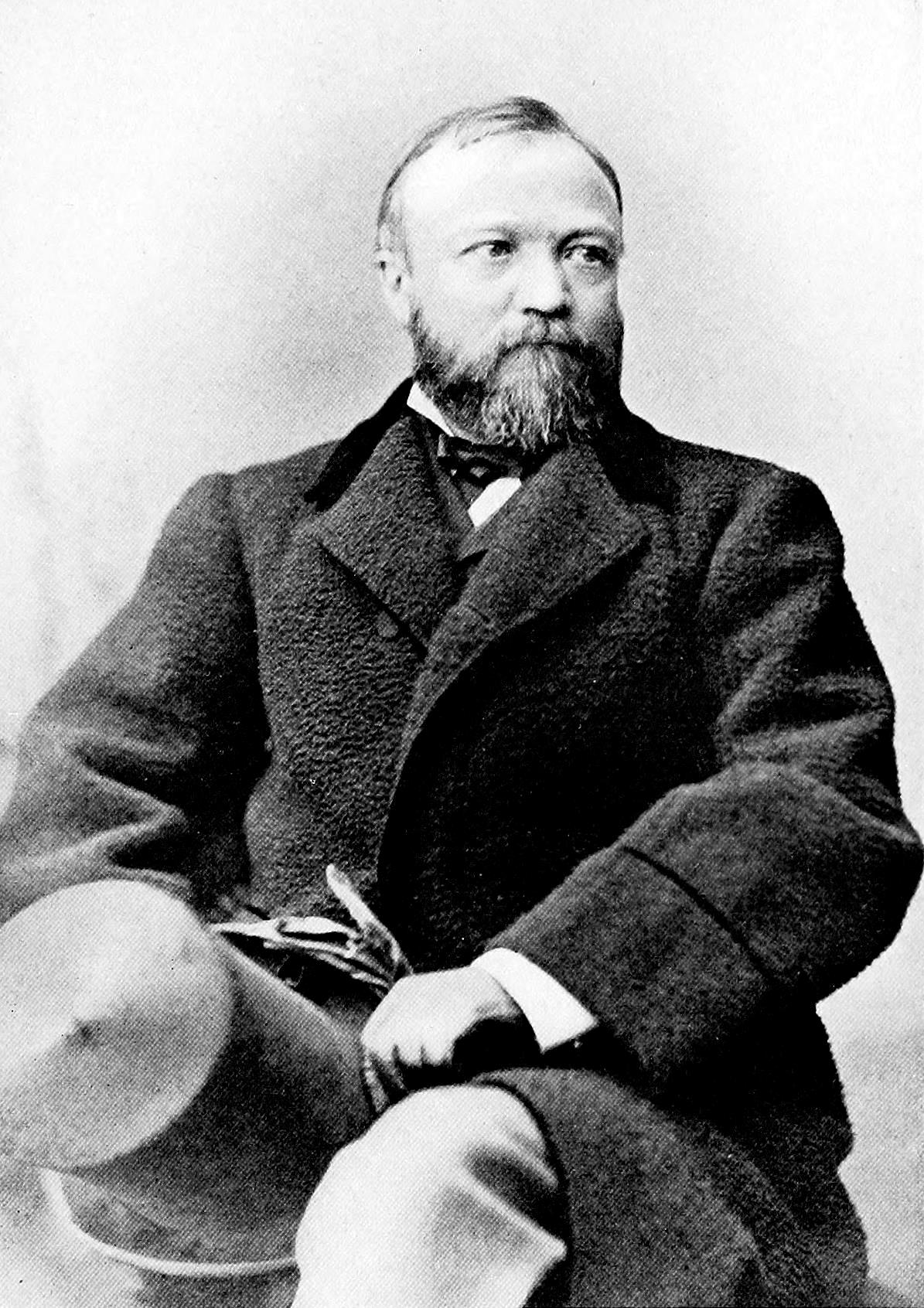
Carnegie, alrededor de 1878.

Carnegie creía que debía usar su fortuna para beneficiar a los demás y dedicarse a algo más que ganar dinero. Él escribió;[cita requerida] 

¡Me propongo asignarme un sueldo no mayor de 50 000 $ al año! ¡Aparte de esto necesito cada ganancia, sin hacer ningún esfuerzo por incrementar mi fortuna, para gastar el superávit de cada año para causas nobles! Dejemos a un lado los negocios para siempre, excepto para los demás. Vayámonos a Oxford para obtener una educación concienzuda, adquiriendo el conocimiento de un hombre de letras. Me imagino que esto me llevará tres años de duro trabajo. Debo prestar especial atención al hablar en público. Podríamos ir a Londres y podría comprar todas las acciones de un periódico o rotativo y hacer que tratara temas de interés público, especialmente los relacionados con la educación y la mejora de las clases pobres. ¡El hombre debe tener un ídolo y amasar fortunas es una de las peores especies de idolatría! ¡Ningún ídolo es más envilecedor que la adoración al dinero! Al enfrentarme a un problema suelo esforzarme demasiado, por lo que debo tener cuidado de elegir el estilo de vida que sea más elevado en ese sentido. Si sigo preocupándome tanto por mis negocios y pasando la mayor parte del tiempo pensando única y exclusivamente en cómo encontrar la manera de hacer dinero, me degradaré más allá de perder toda esperanza en recuperarme para siempre. ¡Dejaré los negocios a los treinta y cinco años, pero durante los dos años siguientes deseo pasar las tardes recibiendo clases y leyendo concienzudamente!

### 1880-1900: becario y activista
Carnegie continuó su carrera centrado en los negocios; al mismo tiempo algunas de sus intenciones literarias fueron satisfechas. Se hizo amigo del poeta inglés Matthew Arnold y del filósofo Herbert Spencer; a su vez mantuvo correspondencias y relaciones con la mayoría de los presidentes de los Estados Unidos, estadistas y escritores notables. Carnegie admiraba profundamente a Spencer. Sin embargo Spencer, que creía en el darwinismo social, pensaba que la filantropía era una insensatez.[cita requerida]
Carnegie erigió espaciosas piscinas y baños para la gente de su ciudad natal, Dunfermline (Escocia).[cita requerida] Al año siguiente, Carnegie donó 40 000 $ para la creación de una biblioteca pública en Dunfermline.[cita requerida] En 1884, hizo una donación de 50 000 $ al Colegio Médico del Hospital Bellevue (hoy parte del Centro Médico de la Universidad de Nueva York) para fundar un laboratorio histológico, hoy llamado el Laboratorio Carnegie.
En 1881, Carnegie se llevó a su familia, incluyendo a su madre de 70 años, de viaje por Reino Unido. Visitaron Escocia y disfrutaron de varias cálidas acogidas durante el trayecto.[cita requerida] Lo más destacado de todo fue el regreso triunfal a su ciudad nativa de Dumferline, donde la madre de Carnegie colocó la primera piedra de la biblioteca Carnegie para la cual él había donado el dinero. Las críticas de Carnegie sobre la sociedad británica no significaban desagrado; al contrario, una de las ambiciones de Carnegie era la de actuar como catalizador para lograr un acercamiento entre los pueblos de habla inglesa.[cita requerida] Para tal fin, a principios de la década de 1880, adquirió numerosos periódicos de Inglaterra, todos ellos para defender la abolición de la monarquía y el establecimiento de una "República británica".[cita requerida] El carisma de Carnegie ayudado por su gran riqueza significaban que tenía muchos amigos británicos, entre ellos el primer ministro William Ewart Gladstone.[cita requerida]
En 1886, Thomas, el hermano pequeño de Andrew Carnegie, murió a los cuarenta y tres años de edad. Sin embargo el éxito en los negocios proseguía. Mientras controlaba las fundiciones de acero, Carnegie había comprado a bajo coste los más valiosos campos de mineral de hierro alrededor del Lago Superior. El mismo año Carnegie se convirtió en un personaje controvertido. Tras su recorrido por Gran Bretaña, escribió sobre sus experiencias en un libro titulado An American Four-in-hand in Britain. Aunque todavía seguía involucrado en el funcionamiento de sus numerosos negocios, Carnegie se convirtió en un contribuidor habitual en numerosas revistas, la más notable llamada Nineteenth Century, bajo la editorial de James Knowles, y la influyente North American Review, dirigida por el editor Lloyd Bryce.
En 1886 Carnegie escribió la que sería su obra más radical hasta la fecha,[cita requerida] titulada Triumphant Democracy (Democracia triunfante). Liberal en su uso de las estadísticas para reforzar sus argumentos, el libro versaba acerca de que el sistema republicano de los Estados Unidos era superior a la monarquía británica.[cita requerida] Presentaba un punto de vista muy favorable e idealizado sobre el progreso angloamericano y criticaba a la familia real inglesa. La portada mostraba una corona real boca arriba y un cetro roto. El libró causó gran controversia en el Reino Unido, e hizo que muchos estadounidenses apreciaran el progreso económico de su país y vendió unas 40 000 copias,[cita requerida] la mayor parte de ellas en Estados Unidos.
En 1889, Carnegie publicó "Wealth" en el número de junio de la revista North American Review. Tras leerla, Gladstone pidió su publicación en Inglaterra,[cita requerida] donde aparecía como "The Gospel of Wealth" en la Pall Mall Gazette. El artículo fue sujeto de muchas discusiones. Carnegie sostenía que la vida de un acaudalado empresario debía comprender dos partes. La primera parte era la reunión y acumulación de riqueza. La segunda parte era para la subsiguiente distribución de esa riqueza para causas nobles. La filantropía era el camino para hacer que la vida valiera la pena.[cita requerida]
En 1898, Carnegie intentó tramitar la independencia para las islas Filipinas.[cita requerida] Al irse acercando el final de la guerra hispano-estadounidense, los Estados Unidos compraron las Filipinas a España por 20 millones de dólares. Para contrarrestar lo que él percibía como un intento imperialista por parte de los Estados Unidos, Carnegie personalmente ofreció los 20 millones a las Filipinas para que los filipinos pudieran comprar su independencia de los Estados Unidos. Sin embargo, nada sucedió tras este gesto y la guerra hispano-estadounidense continuó.

#### 1875-1900: El imperio del acero

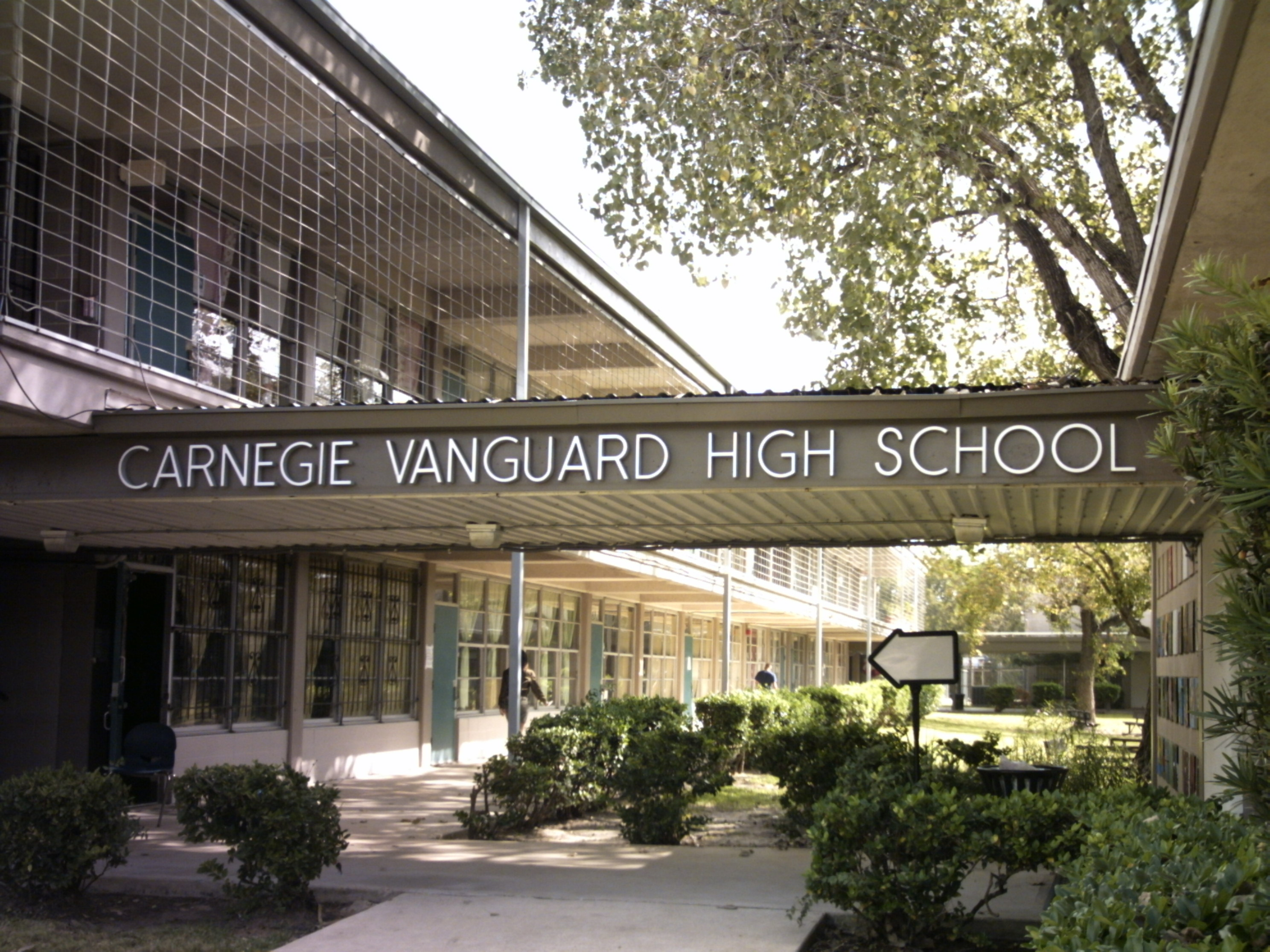
Escuela Secundaria Andrew Carnegie Vanguard

Carnegie logró amasar una fortuna en la industria del acero, controlando el mayor funcionamiento integrado de acero y hierro nunca antes propiedad de un particular en los Estados Unidos. Una de sus dos grandes innovaciones fue la reducción de costos gracias a la producción en masa de raíles de acero para vías férreas. El segundo fue implementar la integración vertical con todos los suministradores de materias primas. A finales de la década 1880, Carnegie Steel era la mayor fábrica de arrabio, raíles de acero y coque del mundo, con una capacidad productiva de aproximadamente 2000 toneladas de metal de arrabio al día. En 1888, Carnegie compró a la empresa competidora Homestead Steel Works, que contaba con una enorme planta junto con el suministro de carbón y minas de hierro, una larga vía de ferrocarril de unos 685 km y una flota de barcos de vapor. Carnegie fusionó sus participaciones y las de sus asociados en 1892 al crear la empresa Carnegie Steel Company.
Hacia 1889, el excedente de acero de Estados Unidos superaba al de Inglaterra y Carnegie poseía la mayor parte.[cita requerida] El imperio de Carnegie creció aún más al incluirse las siguientes empresas: J. Edgar Thomson Steel Works, (llamada así por John Edgar Thomson, el primer jefe de Carnegie y el presidente de la Pennsylvania Railroad), Pittsburgh Bessemer Steel Works, Lucy Furnaces, Union Iron Mills, Union Mill (Wilson, Walker & County), Keystone Bridge Works, Hartman Steel Works, Frick Coke Company, y las minas de Scotia. Carnegie, a través de Keystone, suministraba el acero y tenía acciones en el famoso puente llamado Eads Bridge que cruzaba el río Misisipi en San Luis, Misuri (completado en 1874). El proyecto fue una importante prueba de fuego para la nueva tecnología del acero, que marcó el inicio de un nuevo mercado del acero.

## Controversias

### 1889: Inundación de Johnstown
Carnegie fue uno de los más de 50 miembros del Club de Caza y Pesca de South Fork, que ha sido acusado de la inundación de Johnstown que mató a 2209 personas en 1889.
Por sugerencia de su amigo Benjamin Ruff, el socio de Carnegie, Henry Clay Frick, había formado el exclusivo Club de Caza y Pesca de South Fork en lo alto de Johnstown, Pensilvania. Los sesenta y tantos miembros del club eran los principales magnates empresariales del oeste de Pensilvania e incluían entre ellos al mejor amigo de Frick, Andrew Mellon, sus abogados Philander Knox y James Hay Reed, así como al socio comercial de Frick, Carnegie. Muy por encima de la ciudad, cerca de la pequeña ciudad de South Fork, la presa de South Fork fue construida originalmente entre 1838 y 1853 por la Mancomunidad de Pensilvania como parte de un sistema de canales que se utilizaría como depósito para la cuenca de un canal en Johnstown. Con la mayoría de edad de los ferrocarriles que reemplazaban al transporte de barcazas por canal, el lago fue abandonado por la Mancomunidad, vendido al Ferrocarril de Pensilvania y vendido nuevamente a intereses privados y finalmente pasó a ser propiedad del Club de Caza y Pesca de South Fork en 1881. Antes de la inundación, los especuladores compraron el embalse abandonado, hicieron reparaciones menos que bien diseñadas a la antigua presa, elevaron el nivel del lago, construyeron cabañas y una casa club, y crearon el South Fork Fishing and Hunting Club. Menos de 32 km aguas abajo de la presa se encontraba la ciudad de Johnstown.
La presa tenía 22 m de altura y 284 m de largo. Entre 1881, cuando se inauguró el club, y 1889, la presa soltó goteras y fue reparada, principalmente con barro y paja. Además, un propietario anterior retiró y vendió como chatarra las tres tuberías de descarga de hierro fundido que anteriormente permitían una liberación controlada de agua. Hubo algunas especulaciones sobre la integridad de la presa, y el director de Cambria Iron Works río abajo en Johnstown había expresado su preocupación. Tal trabajo de reparación, una reducción en la altura y un deshielo inusualmente alto y las fuertes lluvias primaverales se combinaron para hacer que la presa cediera el 31 de mayo de 1889, lo que resultó en veinte millones de toneladas de agua que barrieron el valle como la inundación de Johnstown.
Aunque las instalaciones de Cambria Iron and Steel resultaron gravemente dañadas por la inundación, volvieron a producir plena en un año. Después de la inundación, Carnegie construyó en Johnstown una nueva biblioteca para reemplazar la construida por el principal asesor legal de Cambria, Cyrus Elder, que fue destruida por la inundación. La biblioteca donada por Carnegie ahora es propiedad de Johnstown Area Heritage Association y alberga el Flood Museum.

### 1892: Huelga de Homestead

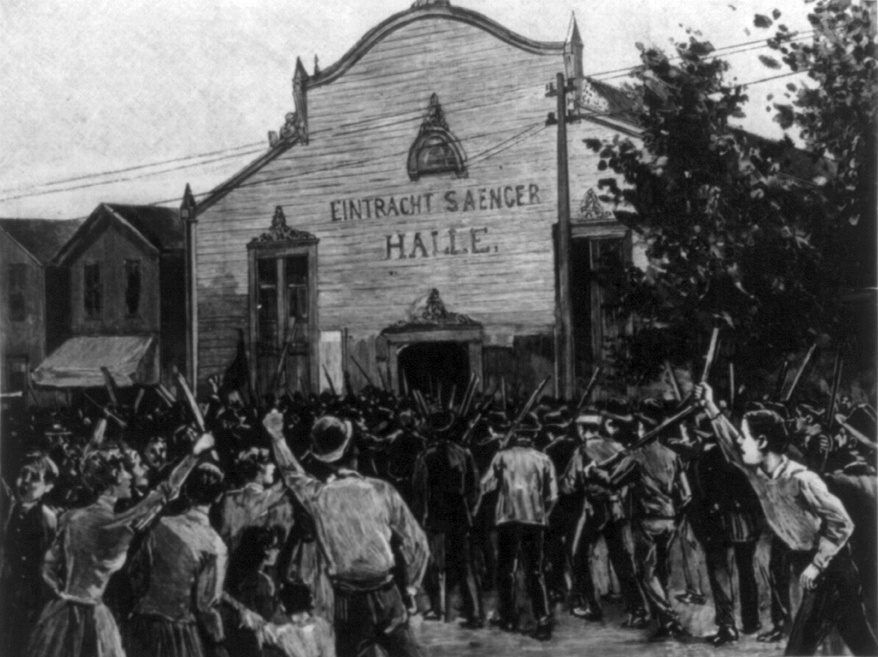
La huelga de Homestead

La huelga de Homestead fue una sangrienta confrontación laboral que duró 143 días en 1892, una de las más graves en la historia de Estados Unidos. El conflicto se centró en la planta principal de Carnegie Steel en Homestead, y surgió de una disputa laboral entre la Asociación Amalgamada de Trabajadores del Hierro y el Acero (AA) y Carnegie Steel Company.
Carnegie se fue de viaje a Escocia antes de que los disturbios alcanzaran su punto máximo. Al hacerlo, dejó la mediación de la disputa en manos de su socio y amigo Henry Clay Frick. Frick era bien conocido en los círculos industriales por mantener un firme sentimiento antisindical. Dado que el convenio colectivo entre el sindicato y la empresa expiraba a fines de junio, Frick y los líderes del sindicato local de AA entablaron negociaciones en febrero. Con la industria del acero bien y los precios más altos, la AA pidió un aumento salarial; la AA representó a unos 800 de los 3.800 trabajadores de la planta. Frick respondió de inmediato con una disminución salarial promedio del 22 % que afectaría a casi la mitad de los miembros del sindicato y eliminaría varios puestos de la unidad de negociación. Aunque en público Carnegie condenó el uso de esquiroles y le dijo a los asociados que ninguna fábrica de acero era digna de derramar ni una sola gota de sangre, apoyó la idea de Frick de destruir el sindicato y también se expresó a favor de "reorganizar todo el asunto".

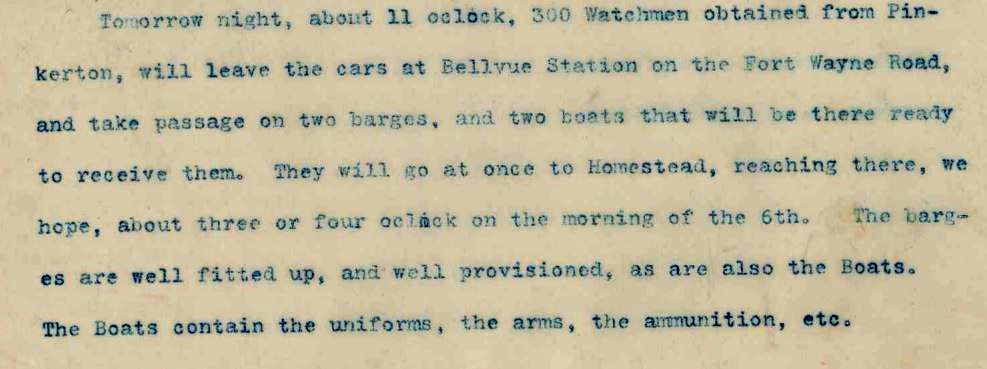
La carta de Frick a Carnegie describiendo los planes y municiones que estarán en las barcazas cuando los Pinkerton lleguen para enfrentar a los huelguistas en Homestead.

El sindicato y la empresa no llegaron a un acuerdo y la dirección bloqueó al sindicato. Los trabajadores consideraron el paro como un "cierre patronal" de la dirección y no como una "huelga" de los trabajadores. Como tal, los trabajadores habrían estado dentro de su derecho a protestar, y la acción gubernamental subsecuente habría sido un conjunto de procedimientos criminales diseñados para aplastar lo que fue visto como una demostración fundamental del creciente movimiento de derechos laborales, fuertemente opuesto por la dirección. Frick trajo miles de rompehuelgas para trabajar en las acerías y agentes de Pinkerton para hostigar y atacar a los huelguistas.
El 6 de julio, la llegada de una fuerza de 300 agentes de Pinkerton de la ciudad de Nueva York y Chicago resultó en una pelea en la que diez hombres murieron (siete huelguistas y tres matones de Pinkerton), y cientos resultaron heridos. El gobernador de Pensilvania, Robert Pattison, ordenó a dos brigadas de la milicia estatal que se dirigieran al lugar del ataque. Luego, supuestamente en respuesta a la pelea entre los trabajadores en huelga y los Pinkerton, el anarquista Alexander Berkman disparó contra Frick en un intento de asesinato, hiriéndolo. Si bien no estaba directamente relacionado con el ataque, Berkman estaba involucrado en el intento de asesinato. Según Berkman, "...con la eliminación de Frick, la responsabilidad de las condiciones de Homestead recaería en Carnegie ". Posteriormente, la empresa reanudó con éxito sus operaciones con empleados inmigrantes no sindicalizados en lugar de los trabajadores de la planta de Homestead, y Carnegie regresó a los Estados Unidos. Sin embargo, la reputación de Carnegie fue dañada permanentemente por los eventos de Homestead.

## Filantropía
Carnegie dedicó toda su vida a la filantropía. Donó millones de dólares en la reconstrucción de Johnstown. Donó durante la mayor parte de su vida millones de dólares a su causa favorita: la construcción de bibliotecas. Quería que lo recordaran por el bien que había hecho. Carnegie empezó a construir monumentos públicos por todo Estados Unidos y levantó el Carnegie Hall, que se terminó dos años después de la inundación de Johnstown de 1889.

## Apariciones en obras artísticas
Es uno de los personajes de la serie documental Gigantes de la Industria. También es mencionado en el libro Cómo ganar amigos e influir sobre las personas de Dale Carnegie.

## Honores
El Diplodocus carnegii fue nombrado en su honor después de que financiara la expedición en Utah. También lo fue la planta desértica Carnegiea gigantea.